# سیمون پونتدم
سیمون پونتدم (انگلیسی: Simon Pontdemé؛ زادهٔ ۴ مهٔ ۱۹۸۸) بازیکن فوتبال اهل فرانسه است.
از باشگاه‌هایی که در آن بازی کرده‌است می‌توان به باشگاه فوتبال استاد برستوا ۲۹، باشگاه فوتبال اوسر، باشگاه فوتبال لو آور، و باشگاه فوتبال لو مان اشاره کرد.
وی همچنین در تیم‌های ملی فوتبال زیر ۱۷ سال فرانسه و زیر ۱۸ سال فرانسه بازی کرده‌است.